# Thripastichus gentilei
Thripastichus gentilei is een vliesvleugelig insect uit de familie Eulophidae. De wetenschappelijke naam is voor het eerst geldig gepubliceerd in 1931 door Del Guercio.